# Општина Бучеш (Хунедоара)
Бучеш (рум. Buceş) општина је у Румунији у округу Хунедоара.
Oпштина се налази на надморској висини од 560 m.